# Adrian Severin

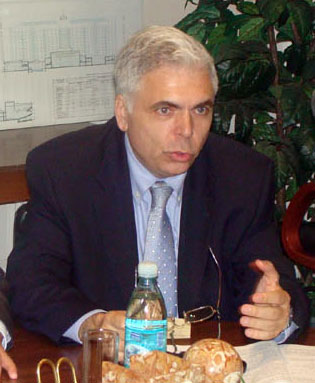
Adrian Severin, 2008

Adrian Severin (* 28. März 1954 in Bukarest) ist ein rumänischer Politiker (PSD) und ehemaliges Mitglied des Europäischen Parlaments.

## Leben
Severin war vom 12. Dezember 1996 bis zum 29. Dezember 1997 Außenminister von Rumänien. Im Zuge der Aufnahme Rumäniens in die Europäische Union gehört er seit dem 1. Januar 2007 dem Europäischen Parlament an und war dort Mitglied in der Fraktion der Progressiven Allianz der Sozialdemokraten im Europäischen Parlament.
Nach der Europawahl 2009, bei der Severin wiedergewählt wurde, galt er neben Massimo D’Alema als aussichtsreicher Kandidat für das Amt des Hohen Vertreters der EU für Außen- und Sicherheitspolitik. Im November 2009 wurde hingegen Catherine Ashton für dieses Amt nominiert.
Im März 2011 veröffentlichte die britische Sunday Times Artikel zur Cash-for-Laws-Affäre. Als Lobbyisten getarnte Journalisten der Zeitung hatten ab 2010 mehreren EU-Abgeordneten hohe Geldbeträge dafür geboten, wenn sie in ihrem Sinne auf die Gesetzgebung im Europäischen Parlament Einfluss nehmen. Drei Parlamentarier gingen darauf ein, neben Severin auch Ernst Strasser (Österreich, ÖVP) und Zoran Thaler (Slowenien, SD). Severin reichte einen von den vorgeblichen Lobbyisten bestellten Änderungsantrag ein und forderte die Überweisung der vereinbarten 12.000 Euro. Nachdem die Reporter ihre wahre Identität aufgedeckt hatten, beteuerte Severin, er habe „nichts Illegales getan“. Am 22. März wurde er aus der sozialdemokratischen Fraktion Progressive Allianz der Sozialisten und Demokraten im Europäischen Parlament ausgeschlossen, von deren Seite er auch aufgefordert wurde, als Parlamentarier zurückzutreten. Während Strasser am 20. und Thaler am 21. März ihr Mandat niederlegten, lehnte Severin einen Rücktritt ab. Am 23. März 2011 leitete das Europäische Amt für Betrugsbekämpfung ein Schnellverfahren gegen Severin und die beiden anderen Parlamentarier ein.
Im Februar 2016 wurde Severin wegen Korruptionstatbeständen in Rumänien zu 3 Jahren und 3 Monaten Haft verurteilt. Er bezeichnete das Urteil als monströs und kündigte Berufung an. Im November 2016 wurde Severin zu vier Jahren Haft verurteilt.

## Posten als MdEP
- Vorsitzender in der Delegation im Parlamentarischen Kooperationsausschuss EU-Ukraine
- Mitglied der Konferenz der Delegationsvorsitzenden
- Mitglied im Ausschuss für konstitutionelle Fragen
- Stellvertreter im Ausschuss für auswärtige Angelegenheiten
- Stellvertreter in der Delegation für die Beziehungen zu den Ländern Südosteuropas